# たびびと
『たびびと』は重野なおきによる日本の4コマ漫画作品。主に、芳文社の雑誌『まんがタイム』（月刊）で2003年5月号から2010年3月号まで、『まんがタイムジャンボ』（月刊）で2003年12月号から2004年8月号まで連載された。『まんがタイムポップ』（芳文社）でも掲載されていた事がある。なお、韓国でも翻訳版（韓国名：배낭여행 リュックサック旅行）が発売されている。

## 概要
同作者の作品『ひまじん』の対極として考えられた作品である。
世界中を旅する写真家三郎太と、1枚の写真を手掛かりに故郷を探す料理人みちる、そしてカラス（実は九官鳥）のクロの2人と1羽が世界中を渡り歩き、みちるの故郷（生まれた場所）を見つけるため旅をする物語。世界観は比較的現代に近いが、登場する地名や通貨などはほとんどが架空の物となっている他、仲間キャラにステータスが設定されているなど、コンピュータRPGを意識した演出が随所に見られる。

## 主な登場人物
※パーティーに加入時の設定（みちると三郎太を除く）
| 名前     | 職業               | レベル | 攻撃力 | 知力 | 素早さ | 体力 | 特技                             |
| -------- | ------------------ | ------ | ------ | ---- | ------ | ---- | -------------------------------- |
| 三郎太   | 写真家             | 10     | 32     | 88   | 25     | 85   | 写真・通訳・秘密道具             |
| みちる   | 料理人             | 5      | 68     | 20   | 78     | 82   | 料理・乱れ斬り                   |
| クロ     | 旅ガラス           | 2      | 8      | 1    | 126    | 30   | 食べる・盗む・しゃべる・逃走     |
| 蘭       | トレジャーハンター | 18     | 96     | 41   | 70     | 89   | 探し物・ダイナマイト・ギャンブル |
| ヒメ     | 姫                 | 1      | 1      | 36   | 29     | 35   | わがまま                         |
| ロイ     | 商人               | 12     | 60     | 81   | 20     | 65   | 便利道具・交渉・鑑定・守銭       |
| 巴       | 侍                 | 16     | 135    | 58   | 100    | 82   | 剣術                             |
| ポー     | ガイド兼ハンター   | 20     | 105    | 78   | 10     | 90   | 弓術・着ぐるみ作り               |
| モモ     | ？                 | 12     | 128    | 32   | 135    | 80   | 体術                             |
| マチルダ | 冒険家             | 99     | 135    | 108  | 101    | 110  | 執筆・探索                       |

三郎太（さぶろうた）
主人公。26歳。写真家。性格は基本的に天然。線目が特徴。切れ者で語学も堪能、8か国語を話せる。母親の名前は千春。
リュックサックには色んな物が入っているが、用途が中途半端だったり、慌てるとすぐに目的の物が出せない（みちる曰く「ドラえもんみたい」）。
ずっと一人で旅をしていたが、みちると出逢い、一緒に旅に出た事で。2人で旅をする楽しさがわかった。クロと出会ったのは、みちると出会ってから、彼女と2人で旅に出るまでの間に、1人で旅をしている時。
伝説の女冒険家・マチルダ＝ブローリンを尊敬している。
実はみちるとは夫婦であることが3巻の最後で明らかになった。籍は旅立ちの直前に入れている。3巻の冒頭の回想シーンから、子供の頃のみちると旅の約束と一緒に結婚の約束もしたようである。
みちる
ヒロイン。19歳。料理人。2か国語を話せる。貧乳でしかもチビであり、5歳も年下のロイと体格がほぼ同じであるほど。
親譲りの料理が得意で、母の遺した岩をも切り裂く包丁の名刀「鬼丸雪綱」（ロイによると1000万Gの価値あり）を所持している。基本的には非戦闘員だが、戦闘力は高い。
いつも左頬に絆創膏を貼っているが、それは、そこにアザがあるため。ただし、絆創膏を貼っている理由は、それを隠すためではなく、その方がキャラが立つからと母の遺言で教えられたため。
一枚の写真を手に、母の故郷で自分の生まれた場所を探している。
三郎太と旅をする前は孤児院にいた。13歳の時、旅から帰って孤児院を訪れた三郎太と出会い、旅の話を聞かせてもらううちに、自分も旅をしたいと決心。三郎太に同行を頼むが、断られたうえで「君が18になったら君の故郷を探しに行こう」と言われ、大喜び。さらにみちるが何かを提案していたことから、この時に求婚していたものと思われる。そして、みちるが18、三郎太が25の時、約束どおり、旅に出ることになった。初めて出会った13歳の頃から、三郎太のことが好きだったらしい。
母親は自称・超天才料理人で、名前はアン。みちるが小柄で貧乳なのは、母親譲りらしい。
2巻の終盤で大王イカと戦い、荒海に転落して行方不明となるが、三郎太に手紙で無事を知らせ、落ち合う場所を指定。3巻の中盤で再会した。
5巻終盤でメテロラ王国の王・ミッチェルの娘であることが判明した。
クロ
さすらいの旅ガラス。首に、三郎太に巻いてもらったバンダナを付けている。実はカラスではなく九官鳥で、人の言葉を喋れる。
三郎太にとって最初の旅仲間。みちると旅に出る直前、とある町の道端で出会い、餌をやったら勝手についてきた。
泥棒行為をよくしており素行は悪いが、時折男気のある一面を見せることもあり、マーズ戦でも大活躍した。
三郎太達に危険な事があるとすぐに空中に逃げ出したり、度々みちるの悪口を言って喧嘩をしたりしているが、4巻のマーズに対する発言（台詞自体はみちるの勝手な翻訳だが、実際図星だった）や、5巻でモモに吐露した本音から、本心では三郎太とみちるを強く信頼していることがうかがえる。
院長
孤児院の院長。妻と共に、身寄りのない子供達を育てている。三郎太の知り合い。
子供達には「おとうさん」と呼ばせている。
サユリ・フローレンス
三郎太の叔母（父方の妹）。ちょっと天然。
旅人だった経験があるので、知識は豊富。若く見えるが、実際はみちるの母親くらいの年齢らしい。
外国人の夫と国際結婚し、夫の国で暮らし始めて10年になる。
無農薬栽培野菜を作り、無人販売所で売っている。彼女の野菜はとても評判が良い。
三郎太達と別れ際に、ボルケノ共和国に住んでいる、グランベリーという人宛の手紙を三郎太に手渡した。
その際、みちるから秘伝の料理レシピ本を受け取った。その後、夫婦で小料理屋を開き、とても繁盛したという。
ジェラルド
サユリの夫。猟師。
獲物が通りそうもない庭先に罠を張ったり、森に張った罠に自分でかかってしまうが、それを全然気にしていない豪快な男で、サユリと同じく天然。ちなみに、夫婦揃って料理が超下手。
ボブ
とある港町のはずれに住んでいる船大工。眼鏡の下はキレイな目をしている。
木造船を昔造っていたが今は引退して50年になる。現在は家具職人。最近はボトルシップ作りに凝っている。
造船を依頼してきた三郎太達に生涯最後の船を造る。
三郎太達に宿代2割引で間借りをさせるなど微妙にセコイが、それは徴収した宿代で、三郎太達の船旅に必要な物資を買い揃えるためであった。
ニア
ボブの孫娘。
世界中の船に精通しており、船の設計やデザインが得意だが、あまりにも極端な物を考えるときがある。
ボブを伝説の船大工と呼んでいる。
グランベリー
ボルケノ共和国の西の森に住む医者。サユリの友人。サユリが住所を知らなかったのは、グランベリーが連絡先を書いたメモを失くして、サユリに住所を教えられなかったため。
服装と仕事（薬の調合）から地元民からは魔女と呼ばれているが、本人は魔女っ娘と呼んでもらいたいらしい。
記憶を失って運ばれて来たモモを医者として保護していたが、薬の実験台にもしていたらしい。三郎太達にマチルダ=ブローリンを捜す助言を与えた。
様々な薬を調合しており、平気で他者を薬の実験台に使う。薬の名前は「オモイダース」や「スグミツカール」等、単純なネーミングばかり。
問題を何でも薬で解決しようとする傾向にある。
雅（みやび）
強敵と戦うために世界中を回っている女の侍。戦いで敗れた者の武器を集めることから「刀狩りの雅」という異名を持つ。
巴と戦い、追い詰めるも、惜しくも敗れる。外見は若く見えるが、実は50歳。剣の腕は巴より上だが、自分の奥義を「スーパーみやびアタック」と名づけるあたり、ネーミングセンスは無い様子。
5巻終盤では、ロイの店に行き、食うに困って、今まで集めた武器を売りに出した。
蘭（らん）（海洋冒険編序盤 - 終盤）
自称・天才トレジャーハンターだが、宝に対する価値観が世間一般とズレており、生活は苦しいらしい。ギャンブルは得意の様だが、競馬だけはよく負けている。夢はオリハルコンを見つけること。
爆弾の「スーパーダイナマイト」を常に所持しているほか、肉弾戦もそこそこ強く、子クジラを生け捕りしようとする2人組を1人で叩きのめし、ギンジを二度倒しているほど（2度目はチハルも一緒に）。宝物にどー○くん（某テレビ局のマスコット）を持っている。
幽霊船の船長が持っていた銀細工が価値の高いものと見抜いたり、ソダイ島でヒメが見つけたブリキのおもちゃが1万Gの価値があると鑑定するなど、ある程度、ものを見る目は持っているらしい。
普段はバイクで旅をしている。大陸編で一度登場し、その後海洋冒険編序盤で三郎太達と再会、旅仲間となって三郎太達の船に乗船する。
2巻の終盤でみちると離ればなれになった後、三郎太とともに1ヶ月かけて目的の港町ザザに到着。手紙によって無事が判明したみちるを三郎太が迎えに行く際、自分の旅を続けるためみちると落ち合うための三郎太の旅立ちをもって、お別れとなった。三郎太のモノローグによれば、その後再会することはなかったらしい。三郎太とみちるの関係については最後まで知ることはなかった。
5巻の終盤にロイの店を訪れ、彼に宝の鑑定を依頼した。宝に関しては全く相手にされなかったが、彼女のバイクは高値が付くらしい。
ヒメ（海洋冒険編中盤）
本名、ハモンド・R・メイフラワー姫。ハモンド王国の王女。12歳。
ブライアント王国の王子に経済援助を目的に政略結婚させられたが、王子が好かないことと、自分の手で国を立て直すために逃亡。偶然旅人と知った三郎太達に頼み、船に乗り込む。帰国する途中、自国が100年前に隠した金塊を発見、国の財政を立て直した。そして三郎太達に礼を言い、別れた。両親はかなり庶民的。
追跡編の序盤では三郎太達に頼まれ、マチルダ＝ブローリンの現在地を突き止めた。
ギンジ（海洋冒険編中盤）
ブライアント王国の王室護衛隊長。グラサンマニアで、「命の次にグラサンが大事」と言っているほど。
ヒメを取り戻すため追っていたが、王にヒメを誘拐したと勘違いされ、指名手配（のち賞金首に格上げ）される。そのため三郎太達の船に乗り、共に金塊を発見。それに感動し、ヒメとともにハモンド王国に行くことを決意。そのまま住み着き、チハルと屋台を開業する。その際、トレードマークのグラサンを眼鏡に変えた。
5巻の終盤では、自分よりも先に結婚したチハルをひがんでいる。また屋台が続かなかったのか、グラサンをかけ、ハモンド王国で姫の護衛役を務めている。
チハル（海洋冒険編中盤）
ブライアント王国の王室護衛隊長補佐代理心得。ギンジの部下で、スキンヘッドが特徴。顔に似合わず詩人な一面を持つ。
ギンジとともにヒメを取り戻すため追っていたが、王にヒメを誘拐したと勘違いされ、指名手配（のち賞金首）される。ギンジとともにハモンド王国に住み着き、屋台を開業する。
5巻の終盤では、ギンジよりも先に結婚し、ノースホワイト7日間のハネムーン旅行に行っている。
ロイ（再会編序盤 - 激闘編終盤）
旅商人。14歳。可愛い顔立ちから、女の子と勘違いされやすく、三郎太とみちるにも間違えられた。5歳上のみちると、体格はほとんど同じ。
かなりの守銭奴で、様々な物を鑑定したり上手く売り捌いたりする能力があり道中でもそれを応用（多少、悪用）した。
大型のリュックサックには、色んな物が入っているが、三郎太とは異なり用途が便利道具で、すぐに取り出せる。また拳銃も所持しているが、使用しているのは麻酔弾で、その値段が非常に高いため、あまり使わない。
ロイは商人の家系で13歳以上になると行商の旅に出て1000万Gを稼ぐまで故郷に帰れないというしきたりがある。
再会編（第3巻）で、三郎太とはぐれてとある町に辿り着いたみちると出会い、みちるの頼みで、旅の間、三郎太と再会したら彼が持っている金で払う、という条件で、鬼丸を担保にツケで金を貸し続け、三郎太と再会後、三郎太にツケの全額13万Gを請求。金と引き換えに鬼丸をみちるに返却した。その後もしばらく同行し、3巻の最後に西の国で雑貨店を開業し、別れた。
その際、三郎太にスタンガンを売り、パラシュートを渡した（三郎太に渡したものが何だったのかは、その時点では不明だった）
5巻終盤では、旅人達にそこそこ人気のある店として繁盛していて、蘭や雅も訪れている。
巴（ともえ）（激闘編序盤 - 雪国編中盤）
旅の女侍。眼鏡をかけており、後ろ髪をリボンで結んでいる。
空腹で行き倒れているところを三郎太達に助けられ、用心棒として同行する。
刀の腕や戦闘能力は相当高く、様々な奥義や技を持っているが、視力が弱いために眼鏡を外すとほとんど見えなくなり、山賊と間違えてロイのターバンを斬ってしまったこともある。そのせいで、決してズレないメガネを欲しがっている。また幽霊も苦手(斬れないため）。花粉症でもある。
無益な殺生は好まないので、できるだけ峰打ちで済ませている。
刀は刀匠・三条右近作の「三日月右近」でロイによると2000万Gの価値があるらしい。
ただ強くなるため、己を磨くために旅をしている。普段の鍛錬にはハンドグリップを用いる。
雪山超えの最中、その先でみちる達と別れようと考えていたが、その矢先にパーティーが雪崩に巻き込まれ、ロイにもらったパラシュートも2人用だと知り、みちる達をパラシュートで飛ばせて自分は杉の木の上に避難、そこで別れることとなった。
5巻の終盤では、強い者と戦うために旅を続けているが、訪問したデストラという男がモモのせいで記憶喪失になっていたため、無駄足に。
ポー（雪国編中盤 - 終盤）
弓矢を得意とする狩人。かわいい熊の着ぐるみに身を包んでいる。彼の家族も着ぐるみを着て生活している。本名はポポロン。
雪原で自分を本物の熊と間違えて死んだふりをして、そのまま眠ってしまった三郎太とみちるを助け、そのままガイドとして2人に同行する。近辺の村や町では結構慕われている。
着ている着ぐるみは防寒兼防護用で、クレバスに落ちても痛くなく、銃弾が当たっても傷ひとつ負わないが、口だけは開いている。
若い頃、村一番の美人メリッサと山に狩りに出た際、怪鳥マーズと遭遇。何とか撃退するも、メリッサが足に大怪我を負ってしまう。それに責任を感じ、姿と名を変えた。メリッサはのちに友人のトーマスと結婚。
しかし、たまたまみちる達とともに寄った喫茶店で再会したメリッサが、すでに離婚していて、しかもポポロンを慕っていたことを知ったポーは、過去との決別のため怪鳥マーズと再対決し、勝利。三郎太達と別れた後、メリッサに告白をし（「された」という方が正しいが）、結ばれた。5巻の終盤でメリッサを妻と言っていることから、その後結婚したようである。
顔は最後まで謎だったが、こっそり見たクロによれば、イケメンらしい。終盤でも気ぐるみを着ている（着ていないと落ち着かないらしい）。ちなみに、着ぐるみ作りは単なる趣味で、彼の家族（両親と妹）も、着ぐるみを着ている。
モモ（追跡編序盤 - 終盤）
本名不明。記憶喪失の少女。ボルケノ共和国の海岸に流れ着いてグランベリーの家に運ばれて保護され、治療がてら、薬の実験台にされていた。
三郎太達についていくことで記憶が戻りそうだと感じ、同行する。
名前はグランベリーがつけたもので、由来はモルモット（実験動物）の略。
凄まじい身体能力と体術の腕を有しており、一人で海賊団を壊滅させ、一瞬で電柱の頂上へ飛び移り、熊を5秒で倒すほどの実力を持つ。また、クズ鉄から素手でピストルを作ることもできる。
実はある組織で訓練を受けた殺し屋であり、任務の途中で船の事故に遭い記憶を失った。殺し屋だった頃は「黒バラ」の異名で呼ばれていた。とある町の武闘大会チャンプのデストラという男は、なぜかモモのことを知っていて「黒バラ」という異名まで知っていたが、モモが記憶喪失と知り、自分に勝てば教えると提案。そしてモモがあっさり勝つも、頭にかかと落としを食らったショックで、自分が記憶喪失になってしまった。
ディープ・フォレストに入る直前で記憶が一部戻り、三郎太らに打ち明けるが、それを知っても三郎太とみちるが受け入れてくれたことや、クロの言葉を聞いたことで、そのまま彼らの旅に同行する。5巻終盤で記憶が完全に戻り、みちるを殺すことが任務だったことを思い出して刃を向けるが、駆けつけたメテロラ王国の国王警護隊・シェリーに気絶させられる。みちるがシェリーに連れて行かれた後に気がつき、一瞬でも刃を向けたことをみちるに謝りたいと、三郎太・マチルダとともに、みちるが連れて行かれたメテロラ王国へ。マチルダ＝ブローリンと共にメテロラ王国の反乱軍を全滅させた。自分を救ってくれたみちると三郎太には、心から感謝していた。
三郎太達の旅が終わった後は、マチルダ＝ブローリンから誘われて彼女の旅に同行する。
マチルダ＝ブローリン（追跡編中盤 - 終盤）
伝説の女冒険家。60を過ぎてもなお現役。高いところが好き。戦闘力もかなり高い。すべての感覚が異様に発達しているため、催眠ガスの類の攻撃に弱い。遺跡を見ながら一杯やるのが楽しみらしいが、実は下戸。
自らの冒険を綴った本「世界放浪記」は多くの人が旅に出るきっかけとなった。初版本はロイによると50万Gはするらしい。
名前だけは旅の途中で何度も出ていたが、4巻の終盤で彼女がみちるの故郷を知っていることが判明し、三郎太とみちるは彼女を捜すことになる。
その正体はみちるの祖母で、ある事情で国を飛び出したアンとみちるを探すために旅をしていた。
自分の年齢を気にしているらしく、みちるから「おばあちゃん」と呼ばれる等、自分が年寄りだと実感させられる物事にはショックを受ける。本人曰く「心は永遠にナウなヤング」。
セバスチャン
マチルダの相棒のオウム。真面目で有能であり、マチルダのために食べ物を取ってきてくれるが、ジャングルの中でも食事の前の手洗いを要求する等少々生真面目すぎる面もある。また、たとえマチルダであっても仲間である鳥類に危害を加える者は許さない。
アン
マチルダの娘であり、みちるの母。背が低くて貧乳であり、ミッチェル曰く「みちるに瓜二つ」。
ミッチェルと恋仲になり、みちるを授かる。王位継承などのゴタゴタからみちるを守るために国を飛び出し、みちるが3歳の時に亡くなる。ミッチェルを恨んでおらず、みちるを授かった事に幸せを持っていた。
ミッチェル
メテロラ王国の王であり、みちるの実父。真面目だが、みちると対面しての第一声が「超かわいいじゃねえか」という、親バカな一面を持っている。
初登場時は怪我をしていたが、これは丈を詰めてなかったズボンの裾を踏み、階段から転落した時についたものである。かなり酷かったらしく、顔、両腕、胸、腹、太ももまで痛めていて、無事だったのはスネと股間だけ。みちると対面した時には、頭と顔に包帯、右手を吊り、左手に杖を持っていたものの、立って歩けるくらいには回復していた。
みちるやアンに苦労をかけた事を後悔しており、死ぬ前にみちるに謝るため、警護隊のシェリーにみちるを探すように命じたが、シェリーは、王がみちるに跡を継がせるためだと、早とちりしていた。
終盤で、遠い親戚であるシェリーに王位を継がせた。
シェリー
ミッチェル国王の部下であり、メテロラ王国の国王警護隊のリーダー。ポニーテールが特徴の女性。真面目な性格だが、そそっかしい一面がある。トンファーを使って戦うが、マチルダには、自身を含む警護隊3人でかかっても、足元にも及ばなかった。院長曰く「推定Bカップの女」。
ミッチェル国王の命令でみちるを探し、王の前に連れて行くが、連れていく目的が王の跡を継がせる事と思い込んでいた。
終盤で、ミッチェルの親戚（ミッチェルの父のイトコの息子の嫁の妹の娘）であることが判明して跡継ぎに指名され、仰天した。
グール
メテロラ王国の大臣。笑い声は「キョ〜ッキョッキョッ」。
国王の座を狙っており、その娘であるみちるを暗殺するため、黒バラ（モモ）を向かわせた。モモが失敗したことを知り、みちるが来たのを見計らってクーデターを起こすが、メテロラ王国の反乱軍は三郎太の旅仲間になったモモとマチルダ＝ブローリンに全滅させられ、グール自身は、モモに倒された。

## 書誌情報
- 芳文社よりまんがタイムコミックスとして全5巻が刊行されている。
  1. 大陸編・2004年4月17日発行 ISBN 4-8322-6332-3
  2. 海洋冒険編・2005年6月3日発行 ISBN 4-8322-6400-1
  3. 再会編・激闘編・2006年12月22日発行 ISBN 4-8322-6507-5
  4. 雪国編・2008年9月21日発行 ISBN 978-4-8322-6671-1
  5. 追跡編・2010年5月22日発行 ISBN 978-4-8322-6845-6
- オールカラー版 たびびと
  1. 旅立ち編・2009年3月22日発行） ISBN 978-4-8322-6720-6
    - 三郎太とみちる・クロとの出会いや旅立ち前日、計3編を収録した、描き下ろしの特製オールカラー小冊子が付属している